# Зельоне-Крулевське
Зельоне-Крулевське (пол. Zielone Królewskie) — село в Польщі, у гміні Сувалки Сувальського повіту Підляського воєводства.
Населення — 99 осіб (2011).
У 1975-1998 роках село належало до Сувальського воєводства.

## Демографія
Демографічна структура станом на 31 березня 2011 року:
|          | Загалом | Допрацездатний вік | Працездатний вік | Постпрацездатний вік |
| -------- | ------- | ------------------ | ---------------- | -------------------- |
| Чоловіки | 50      | 7                  | 36               | 7                    |
| Жінки    | 49      | 6                  | 31               | 12                   |
| Разом    | 99      | 13                 | 67               | 19                   |